# Класическа икономика
Класическата икономика обикновено е смятана за първата модерна школа в икономическата мисъл. Нейни основни „разработчици“ включват Адам Смит, Жан-Батист Сей, Давид Рикардо, Томас Малтус и Джон Стюарт Мил.